# 137082 Maurobachini
137082 Maurobachini è un asteroide della fascia principale. Scoperto nel 1998, presenta un'orbita caratterizzata da un semiasse maggiore pari a 2,6136434 UA e da un'eccentricità di 0,1096309, inclinata di 13,91887° rispetto all'eclittica.